# Erioderus hirtus
Erioderus hirtus är en skalbaggsart som först beskrevs av Johan Christian Fabricius 1787. ´
Erioderus hirtus ingår i släktet Erioderus och familjen långhorningar. Inga underarter finns listade i Catalogue of Life.